# Unterfranken
Unterfranken är ett regeringsdistrikt i regionen Franken i det tyska förbundslandet Bayern. Huvudstad är Würzburg.

## Geografi

### Läge
Distriktet med en yta på 8 530,07 km² den 1 januari 2021 och 1 320 513 invånare den 31 december 2021 omfattar den nordvästra delen av landet, eller det forna furstbiskopsdömet Würzburg med den forna riksstaden Schweinfurt, furstendömet Aschaffenburg med mera.

### Administrativ indelning
Unterfranken indelas i tre kretsfria städer och nio kretsar:
| Regionalkod | Kategori      | Namn                    |
| ----------- | ------------- | ----------------------- |
| 09661       | Kretsfri stad | Aschaffenburg           |
| 09662       | Kretsfri stad | Schweinfurt             |
| 09663       | Kretsfri stad | Würzburg                |
| 09671       | Krets         | Landkreis Aschaffenburg |
| 09672       | Krets         | Landkreis Bad Kissingen |
| 09674       | Krets         | Landkreis Haßberge      |
| 09675       | Krets         | Landkreis Kitzingen     |
| 09677       | Krets         | Landkreis Main-Spessart |
| 09676       | Krets         | Landkreis Miltenberg    |
| 09673       | Krets         | Landkreis Rhön-Grabfeld |
| 09678       | Krets         | Landkreis Schweinfurt   |
| 09679       | Krets         | Landkreis Würzburg      |

### Grannområden
Grannområden är Regierungsbezirk Kassel (Hessen, 06) i norr, Thüringen (16) i nordost, Oberfranken (094) i öster, Mittelfranken (095) i sydost, Regierungsbezirk Stuttgart (Baden-Württemberg, 08) i söder, Regierungsbezirk Karlsruhe (Baden-Württemberg, 08) i sydväst och Regierungsbezirk Darmstadt (Hessen, 06) i väster.